# Peperomia abnormis
Peperomia abnormis är en pepparväxtart som beskrevs av William Trelease. Peperomia abnormis ingår i släktet peperomior, och familjen pepparväxter. Inga underarter finns listade i Catalogue of Life.